# Baptism (álbum de Lenny Kravitz)
Baptism es el séptimo álbum de estudio del cantante estadounidense de hard rock Lenny Kravitz, lanzado el 18 de mayo de 2004. Alcanzó el puesto # 14 en el Billboard 200 y se ubicó # 74 en el UK Albums Chart. Hasta marzo de 2008, el álbum vendió alrededor de las 551 000 copias en los Estados Unidos.

## Listado de canciones
| LP original |                               |         |          |  |
| N.º         | Título                        | Música  | Duración |  |
| 1.          | «Minister of Rock 'N Roll»    | Kravitz | 3:34     |  |
| 2.          | «I Don't Want to Be a Star»   | Kravitz | 4:25     |  |
| 3.          | «Lady»                        | Kravitz | 4:15     |  |
| 4.          | «Calling All Angels»          | Kravitz | 5:12     |  |
| 5.          | «California»                  | Kravitz | 2:36     |  |
| 6.          | «Sistamamalover»              | Kravitz | 4:29     |  |
| 7.          | «Where Are We Runnin'?»       | Kravitz | 2:41     |  |
| 8.          | «Baptized»                    | Kravitz | 4:48     |  |
| 9.          | «Flash»                       | Kravitz | 4:12     |  |
| 10.         | «What Did I Do With My Life?» | Kravitz | 4:04     |  |
| 11.         | «Storm»                       | Kravitz | 3:58     |  |
| 12.         | «The Other Side»              | Kravitz | 4:50     |  |
| 13.         | «Destiny»                     | Kravitz | 4:55     |  |
| 51:19       |                               |         |          |  |

## Certificaciones
| País            | Certificación |
| --------------- | ------------- |
| Alemania        | Oro           |
| Estadios Unidos | Oro           |

## Créditos
- Lenny Kravitz — Producción, voz
- Tawatha Agee — Voz
- Tyra Alston —	Palmas
- Álex Álvarez — Técnico
- David Baron —	Saxófono
- Suzana Haugh — Coordinación
- Henry Hirsch — Ingeniero
- Jay-Z — Rap
- Ted Jensen —Masterización
- Howard Kaufman — Dirección
- Brent Kolatalo — Asistente de ingeniería
- Denine LaBat - Producción, palmas
- Sean Mosher-Smith — Dirección artística
- Len Peltier — Dirección artística
- Norma Rodgers	— Palmas
- C. Ross — Compositor
- Craig Ross — Batería, guitarra, piano
- David Sanborn — Saxofón
- Mark Seliger — Fotografía
- Cyrille Taillandier — Asistente de ingeniería
- Uncle Bruce —	Palmas
- Uncle Craig —	Palmas
- Uncle Hans — Palmas
- David Whyko —	Palmas